# Cupido obsoleta
Cupido obsoleta är en fjärilsart som beskrevs av Tutt 1896. Cupido obsoleta ingår i släktet Cupido och familjen juvelvingar. Inga underarter finns listade i Catalogue of Life.